# Stefan Bäumann

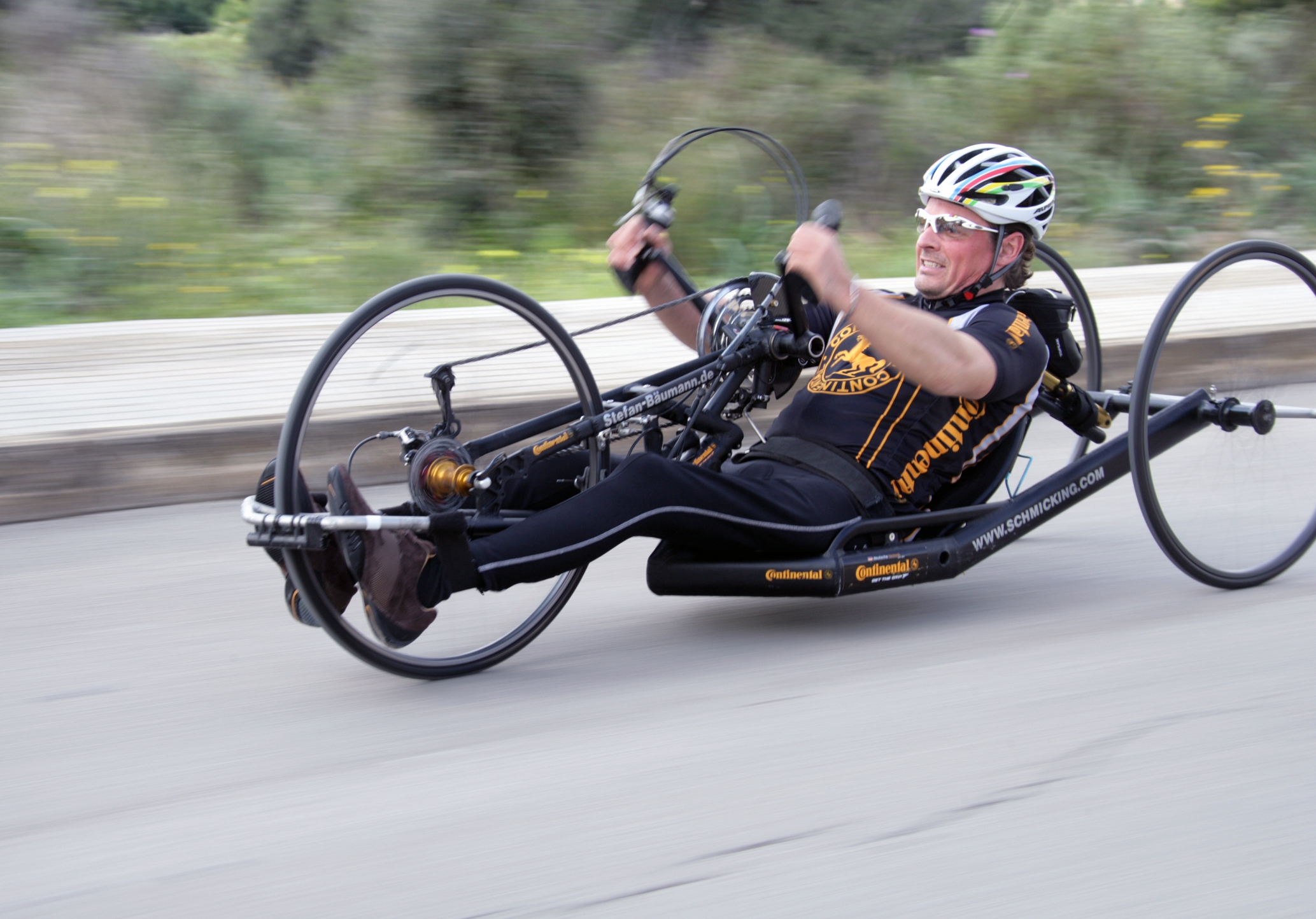
Stefan Bäumann in seinem Handbike

Stefan Bäumann (* 5. August 1970 in Gifhorn) ist ein deutscher Behindertensportler. Er startet in der Paracycling-Klasse MH2.

## Leben
Seit einem Verkehrsunfall im Jahre 1992 ist Stefan Bäumann querschnittgelähmt. Während der Rehabilitation begann er, wieder Sport zu treiben. Zuerst spielte er Rollstuhlbasketball und 1996 kam der Handbikesport hinzu. Bei der EHC-Weltmeisterschaft 2004 rund um den Genfer See (180 km) schaffte er den Anschluss an die Weltspitze und belegte den Bronze-Rang. 2005 wurde er zum ersten Mal in die Paracycling-Nationalmannschaft berufen und gewann bei den Europameisterschaften in Alkmaar die Silbermedaille im Straßenrennen. Im folgenden Jahr bei der Weltmeisterschaft in Aigle (CH) wurde er dann erstmals Weltmeister. Bei den Sommer-Paralympics 2008 in Peking belegte er Platz vier Einzelzeitfahren. 2007 und 2009 gewann er bei Weltmeisterschaften jeweils die Bronze-Medaille im Straßenrennen 2010 im Einzelzeitfahren. 2010 wurde er Weltmeister im Team Relay mit Andrea Eskau und Max Weber.

## Erfolge im Radsport
- 4. Platz Paralympics Peking  (CHN) 2008
- Weltmeistertitel im Straßenrennen 2006 Aigle(CH)
- WM-Bronze im Straßenrennen 2007 Bordeaux (FRA)
- WM-Bronze im Straßenrennen 2009 Bogogno (ITA)
- WM-Bronze im Zeitfahren 2010 Baie Comeau (CAN)
- Weltmeistertitel im Team Relay 2010 Baie Comeau (CAN)
- WM-Bronze (EHC) 2004 Genf (CH)
- Vize-Europameister 2005 In Alkmar (Ned)
- Weltcup Sieg Team Relay 2010 Segovia (ES)
- Deutscher Meister 2005 und 2007